# Fotogrammi d'argento al miglior film straniero
I Fotogrammi d'argento al miglior film straniero (Fotogramas de Plata a la mejor película extranjera) è un premio annuale assegnato dalla rivista spagnola Fotogramas.

## Albo d'oro

### Anni 1980
- 1981: Mio zio d'America (Mon oncle d'Amérique), regia di Alain Resnais  ·   Francia
- 1982
  - Atlantic City, U.S.A. (Atlantic City), regia di Louis Malle  ·   Canada /  Francia
  - Fedora, regia di Billy Wilder  ·   Francia /  Germania Ovest
- 1983: E.T. l'extra-terrestre (E.T. the Extra-Terrestrial), regia di Steven Spielberg  ·   Stati Uniti
- 1984: Dans la ville blanche, regia di Alain Tanner  ·   Svizzera
- 1985: Paris, Texas (Paris, Texas), regia di Wim Wenders  ·   Germania Ovest /  Francia /   Regno Unito
- 1986: La rosa purpurea del Cairo (The Purple Rose of Cairo), regia di Woody Allen  ·   Stati Uniti
- 1987: Velluto blu (Blue Velvet), regia di David Lynch  ·   Stati Uniti
- 1988: Oci ciornie (Oči čërnye), regia di Nikita Mikhalkov  ·   Italia /  Unione Sovietica
- 1989: The Dead - Gente di Dublino (The Dead), regia di John Huston  ·   Regno Unito /  Irlanda /  Stati Uniti

### Anni 1990
- 1990: Le relazioni pericolose (Dangerous Liaisons), regia di Stephen Frears  ·   Regno Unito /  Stati Uniti
- 1991: Quei bravi ragazzi (Goodfellas), regia di Martin Scorsese  ·   Stati Uniti
- 1992: Il padrino - Parte III (The Godfather: Part III), regia di Francis Ford Coppola  ·   Stati Uniti
- 1993: Gli spietati (Unforgiven), regia di  Clint Eastwood  ·   Stati Uniti
- 1994: Dracula di Bram Stoker (Bram Stoker's Dracula), regia di Francis Ford Coppola  ·   Stati Uniti
- 1995: L'età dell'innocenza (The Age of Innocence), regia di Martin Scorsese  ·   Stati Uniti
- 1996: I ponti di Madison County (The Bridges of Madison County), regia di Clint Eastwood  ·   Stati Uniti
- 1997: 
  - Segreti e bugie (Secrets & Lies), regia di Mike Leigh  ·   Regno Unito
  - Le onde del destino (Breaking the Waves), regia di Lars von Trier  ·   Danimarca /  Svezia /  Francia /  Paesi Bassi /   Norvegia /  Islanda /  Spagna
- 1998: L.A. Confidential, regia di Curtis Hanson  ·   Stati Uniti
- 1999: The Truman Show, regia di Peter Weir  ·   Stati Uniti

### Anni 2000
- 2000: Ricomincia da oggi (Ça commence aujourd'hui), regia di Bertrand Tavernier  ·   Francia
- 2001: Una storia vera (The Straight Story), regia di David Lynch[1]  ·   Stati Uniti
- 2002: In the Mood for Love (花樣年華), regia di Wong Kar Wai[2][3] ·   Hong Kong /  Francia
- 2003: Il pianista (The Pianist), regia di Roman Polański[4]  ·   Francia /  Polonia /  Germania /  Regno Unito
- 2004: Mystic River, regia di Clint Eastwood[5]  ·   Stati Uniti
- 2005: Lost in Translation - L'amore tradotto (Lost in Translation), regia di Sofia Coppola[6]  ·   Stati Uniti
- 2006: Million Dollar Baby, regia di Clint Eastwood[7]  ·   Stati Uniti
- 2007: Babel, regia di Alejandro González Iñárritu  ·   Francia /  Stati Uniti /  Messico
- 2008: La promessa dell'assassino (Eastern Promises), regia di David Cronenberg  ·   Stati Uniti /  Regno Unito /  Canada
- 2009: Onora il padre e la madre (Before the Devil Knows You're Dead), regia di Sidney Lumet[8] ·   Stati Uniti

### Anni 2010
- 2010: Gran Torino, regia di Clint Eastwood[9]  ·   Stati Uniti
- 2011[10]
  - The social network, regia di David Fincher  ·   Stati Uniti
  - Il profeta (Un prophète), regia di Jacques Audiard  ·   Francia
- 2012: Drive, regia di Nicolas Winding Refn[11]  ·   Stati Uniti
- 2013: Holy Motors, regia di Leos Carax[12]  ·   Francia /  Germania
- 2014: La vita di Adele (La Vie d'Adèle - Chapitres 1 & 2), regia di Abdellatif Kechiche
- 2015: Richard Linklater, regia di Richard Linklater
- 2016: Mad Max: Fury Road, regia di George Miller
- 2017: Elle, regia di Paul Verhoeven
- 2018: Dunkirk, regia di Christopher Nolan
- 2019: Roma, regia di Alfonso Cuarón[13]

### Anni 2020
- 2020: Parasite (Gisaengchung), regia di Bong Joon-ho[14]
- 2021: Mank, regia di David Fincher[15]
- 2022: First Cow, regia di Kelly Reichardt[16]
- 2023: Licorice Pizza, regia di Paul Thomas Anderson[17]
- 2024: Killers of the Flower Moon, regia di Martin Scorsese[18]